# Luka Poti
Luka Poti (gruz. ფოთის საზღვაო ნავსადგური, p’ot’is sazghvao navsadguri) je morska luka u blizini istočne obale Crnog mora na ušću rijeke Rioni u Poti, Gruzija. UN/LOCODE joj je GEPTI i nalazi se na 42°9′18″S 41°39′16″E.
Luka Poti je sjecište transkavkaskog koridora / TRACECA, multinacionalnog projekta koji povezuje rumunjsku luku Constanţa i bugarsku luku Varnu sa zemljama kaspijske regije i središnje Azije bez izlaza na more.

## Povijest
Izgradnja morske luke u Poti započela je ubrzo nakon 1828. godine, kada je Rusko Carstvo osvojilo grad od Osmanskog Carstva koje ga je kontroliralo od razjedinjenja Kraljevine Gruzije. Godine 1858., Poti je dobio status lučkog grada, ali to nije bio sve do 1899. godine, kada je pod pokroviteljstvom gradonačelnika Potija Nike Nikoladzea, gradnja ušla u završnu fazu, te napokon dovršena 1907. godine. Od tada je morska luka rekonstruirna nekoliko puta, nedavno pod sponzorstvom nizozemske vlade i Europske unije.
U 2007. godini ukupni protok bio je 7,7 milijuna tona, a kapacitet kontejnera 185 000 TEU.

## Privatizacija i trenutno vlasništvo
U travnju 2008. godine Gruzija je prodala 51 % udjela u luci Poti "Ras Al Khaimah Investment Authority" (RAKIA), tvrtki u vlasništvu emirata Ras Al Hajma (UAE). RAKIA je imala zadatak upravljati novim lučkim terminalom i, preko svoje gruzijske podružnice RAKIA Georgia Free Industrial Zone LLC, razviti Slobodnu industrijsku zonu (FIZ) u 49-godišnjoj koncesiji za upravljanje. Predsjednik Gruzije Mihail Saakašvili službeno je otvorio novi FIZ 15. travnja 2008. godine. U 2009. godini, RAKIA UAE stekla je preostalih 49 posto udjela u luci. Nakon dužničke krize u Dubaiju u studenom 2009. godine, šeik Saud ibn Sakr al-Kasimi odlučio je rasprodati većinu imovine koju je držao u inozemstvu. Osamdeset posto luke prodano je u travnju 2011. godine danskom APM Terminalsu. Dana 8. rujna 2011. godine, RAKIA Georgia FIZ odlučio je prodati 15 % svojih dionica gruzijskom poduzetniku Geli Mikadzeu kao priznanje njegovom upravljanju, čime je postao manjinski partner u FIZ-u. Mikadze posjeduje ove dionice preko tvrtke Manline Projects LLP sa sjedištem u Velikoj Britaniji, koja je u vlasništvu off shore tvrtki koje pripadaju Mikadzeu.